# Società Autostrade Alto Adriatico
Società Autostrade Alto Adriatico (in sigla SAAA), con sede legale a Trieste, è una società esercente concessionaria di alcune tratte autostradali del nord-est.

La società è controllata dalla Regione Autonoma Friuli-Venezia Giulia, la quale detiene la partecipazione di maggioranza.

## Storia
La società è stata fondata nel 2018 da Regione del Veneto e Regione Autonoma Friuli Venezia Giulia. L'approvazione finale da parte ministeriale si è avuta con la delibera CIPE del 24 luglio 2019.
Il subentro di una società con soli soci pubblici ad Autovie Venete come concessionario della rete autostradali gestita da Autovie Venete, la cui convenzione è scaduta nel 2017 e successivamente in regime di proroga, si rende necessario alla luce della legge 172 del 2017. Tale legge prevedeva che eventuali crediti della società Autovie Venete venissero passati alla NewCo. Non si escludeva, inoltre, un subentro "Light" in cui semplicemente Autovie Venete liquidava i soci privati, come già pensato nel 2016.
Il passaggio di consegne è avvenuto dopo la conclusione della terza corsia A4 nel tratto Portogruaro-Palmanova, in maniera simile a ciò che è avvenuto con la società CAV dopo l'apertura del passante di Mestre.
Nel 2020 Autovie Venete confluisce in Società Autostrade Alto Adriatico, quest’ultima società proseguirà la gestione dei tratti precedentemente assegnati ad Autovie Venete a partire dal 1º luglio 2023.

## Infrastrutture gestite
La rete autostradale in concessione a Società Autostrade Alto Adriatico comprende le seguenti tratte di precedente gestione di Autovie Venete.
|                                                  | Da                                                     | A                                                        |
| ------------------------------------------------ | ------------------------------------------------------ | -------------------------------------------------------- |
| A4 (Autostrada Serenissima) Torino - Trieste     | interconnessione est con la A57 (km 406+976)           | Sistiana (km 522,4)                                      |
| A23 (Autostrada Alpe-Adria) Palmanova - Tarvisio | interconnessione A4 (km 0,0) nei pressi di Palmanova   | cavalcavia 19 della SS13 nei pressi di Udine (km 18,5)   |
| Raccordo Udine Sud                               | interconnessione A23 (km 0,0)                          | cavalcavia della SP89 (km 2,7)                           |
| A28 Portogruaro - Pordenone - Conegliano         | interconnessione A4 (km 0,0) nei pressi di Portogruaro | interconnessione A27 (km 48,75) nei pressi di Conegliano |
| A57-tangenziale di Mestre                        | svincolo Terraglio (km 16+161)                         | interconnessione est con la A4 (km 26,7)                 |
| A34 Villesse - Gorizia                           | interconnessione A4 (km 0,0) nei pressi di Villesse    | Gorizia (km 17,0)                                        |

## Soci
- Regione Autonoma Friuli Venezia Giulia - 90,52%[7]
- Regione del Veneto  - 9,48%[8]